# Carlo Biagi
Carlo Biagi (Viareggio, Provincia de Lucca, Italia, 20 de abril de 1914 - Milán, Provincia de Milán, Italia, 16 de abril de 1986) fue un futbolista italiano. Se desempeñaba en la posición de centrocampista.

## Selección nacional
Fue internacional con la selección de fútbol de Italia en 4 ocasiones y marcó 4 goles. Debutó el 3 de agosto de 1936, en un encuentro ante la selección de los Estados Unidos que finalizó con marcador de 1-0 a favor de los italianos.

## Clubes
| Club            | País   | Año         |
| --------------- | ------ | ----------- |
| F. C. Viareggio | Italia | 1930 - 1933 |
| A. C. Prato     | Italia | 1933 - 1934 |
| F. C. Viareggio | Italia | 1934 - 1935 |
| A. C. Pisa      | Italia | 1935 - 1936 |
| S. S. C. Napoli | Italia | 1936 - 1940 |